# نبرد نمارق
نبرد نمارِق یکی از جنگ‌های مرزی ساسانیان با اعراب است. اطلاعات زیادی دربارهٔ جنگ این جنگ در دست نیست. بنابر نوشته‌های مورخان عرب، پس از سقوط حیره، مثنی سردار عرب از سپاه خالد بن ولید جدا شد و در کنار یکی از شهرهای بین‌النهرین که پیش از این به تصرف مسلمانان درآمده بود، اردو زد. در همین سال خلیفه دوم مسلمانان یعنی عمر به خلافت رسید و مثنی طی نامه‌ای از وی درخواست نیروی کمکی برای ادامهٔ جنگ با ایران کرد. این واقعه مصادف بود با بر تخت نشستن پوراندخت توسط رستم فرخزاد. در این برهه دربار ایران سخت ناتوان شده بود و افراد زیادی به دست شیرویه پسر خسرو پرویز کشته شده بودند.
شعبان سال ۱۳ هجری به مثنی خبر دادند که سپاه نسبتاً بزرگی از ایرانیان بدان سو می‌آید. مثنی نیز سپاه خود را به سوی شهر نمارق راند و در آنجا به انتظار سپاه ساسانی نشست. به گفته مورخان عرب دو سپاه چند روز با جنگیدند بدون آنکه یکی بر دیگری برتری یابد.  سرانجام این جنگ به نفع اعراب به پایان رسید چرا که در اوج نبرد میان دو سپاه، لشکری از اعراب که از مدینه حرکت کرده بودند ناگهان به میدان نبرد رسیدند و با پیوستن نیروی کمکی به سپاه خسته عرب، آنان جانی دوباره یافته و جنگ با ایرانیان را ادامه دادند و سرانجام سپاه ایران را شکست دادند.
به گفته مورخان سپاه ایران در این جنگ اسیران بسیاری داد و باقی‌مانده سپاه ایران ناچار شکست را پذیرفته و به سوی تیسفون بازگشت.